# Мокрушев, Устин Александрович
Устин Александрович Мокрушев (19 ноября 1925, с. Глубокое, Сибирский край — 3 января 2021, Топки, Кемеровская область) — командир расчёта 640-го истребительно-противотанкового артиллерийского полка 52-й армии 1-го Украинского фронта, сержант — на момент представления к награждению орденом Славы 1-й степени.

## Биография
Родился 19 ноября 1925 года в селе Глубокое Топкинского района Кемеровской области. Окончил среднюю школу, учился в Кемеровском химико-технологическом техникуме. Работал шофером.
В РККА с января 1943 года. Был направлен в Кемеровское пехотное училище, передислоцированное из города Канска Красноярского края. В связи с тяжелым положением на фронте училище перешло на 6-месячную программу подготовки офицеров. Но лейтенантские звездочки ждали не всех, многих отправили на фронт рядовыми в составе курсантских батальонов, в их числе и Устина Мокрушева.
Участник Великой Отечественной войны с августа 1943 года. Сражался на Воронежском и 1-м Украинском фронтах. Принимал участие в Курской битве, в освобождении Украины, Польши, Чехословакии, в боях на территории Германии.
Отличился при форсировании реки Днепр. За бой на Днепровском плацдарме 17-летний красноармеец Мокрушев был награждён медалью «За отвагу». После ранения, выписавшись из госпиталя, переквалифицировался в артиллериста. Был подносчиком снарядов, заряжающим, а затем стал наводчиком.
Командир орудийного расчета 640-го истребительно-противотанкового артиллерийского полка красноармеец Устин Мокрушев, командуя бойцами, 14 июля 1944 года близ населенного пункта Тростянец Тернопольской области Украины разрушил вражеский дзот.
20 июля 1944 года у населённого пункта Хилчицы поразил два пулемёта с расчетами и свыше отделения пехоты. Благодаря этому наше подразделение получило возможность осуществить бросок вперёд, сбить противника с занимаемого рубежа.
Приказом по 75-й гвардейской дивизии от 24 августа 1944 года за мужество и отвагу, проявленные в боях, красноармеец Мокрушев Устин Александрович награждён орденом Славы 3-й степени.
24 августа 1944 года Устин Мокрушев в составе 640-го истребительно-противотанкового артиллерийского полка в районе населенных пунктов Подлесе и Пюркув-Горны, отражая вражескую контратаку, заняв место наводчика орудия, подбил танк.
Когда его орудие было выведено из строя, Мокрушев с бойцами расчёта занял оборону и отразил пехоту противника.
Приказом по 13-й армии от 5 октября 1944 года за мужество и отвагу, проявленные в боях, красноармеец Мокрушев Устин Александрович награждён орденом Славы 2-й степени.
Сержант Устин Мокрушев 640-го истребительно-противотанкового артиллерийского полка, командуя расчетом, 23 апреля 1945 года при отражении контратак противника северо-восточнее города Баутцен подбил два танка, бронетранспортер, истребил свыше десяти солдат.
Указом Президиума Верховного Совета СССР от 15 мая 1946 года за образцовое выполнение заданий командования в боях с немецко-вражескими захватчиками сержант Мокрушев Устин Александрович награждён орденом Славы 1-й степени, став полным кавалером ордена Славы. Однако награда нашла ветерана лишь в 1967 году, через 21 год после указа.
Для Устина Мокрушева война 9 мая не закончилась. Его полк срочно был переброшен под Бреславль, что в Чехословакии. Там не сдавались отборные войска СС генерал-фельдмаршала Шёрнера. Бои с ними шли и после Победы.
В 1945 году стал членом ВКП(б)/КПСС. После войны некоторое время продолжал служить в Вооружённых Силах СССР. В 1950 году старший сержант У. А. Мокрушев уволен в запас.
Вернулся на родину. Работал шофером в районном производственном объединении, механиком автоколонны, позднее шофёром в «Сибцементремонте». Заведовал клубом, был секретарём Совета ветеранов. Жил в городе Топки Кемеровской области.
Награждён орденом Отечественной войны I степени, орденами Славы трёх степеней, медалями, в том числе «За отвагу», знаком «Герой Кузбасса».
Почётный гражданин города Топки и Топкинского района, почётный гражданин Кемеровской области.
Школа в селе Глубокое, в которой учился У. А. Мокрушев, носит его имя.
Скончался 3 января 2021 года в возрасте 95 лет.